# Schönpflug von Gamsenberg

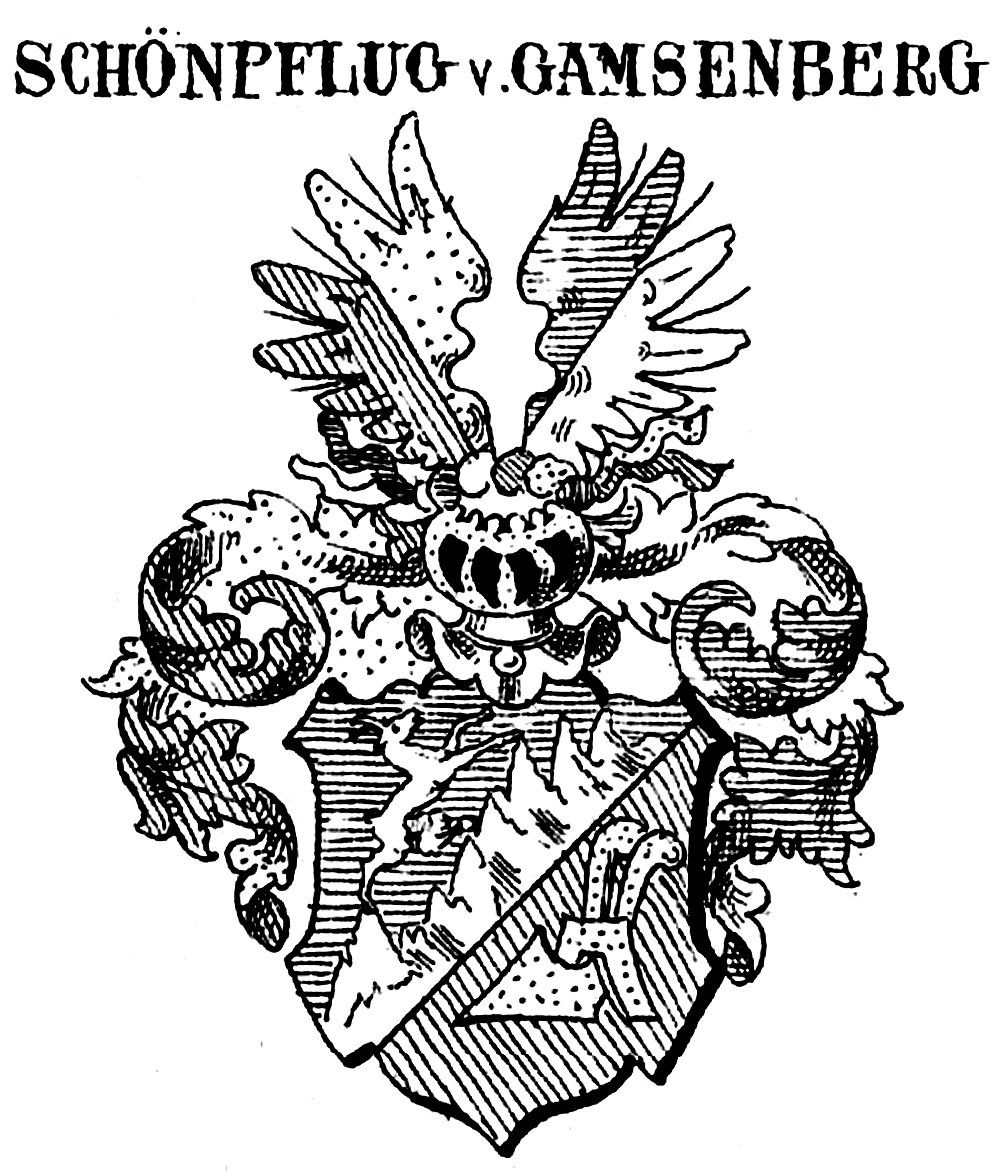
Wappen der Schönpflug von Gamsenberg (1722) in Siebmachers Wappenbuch

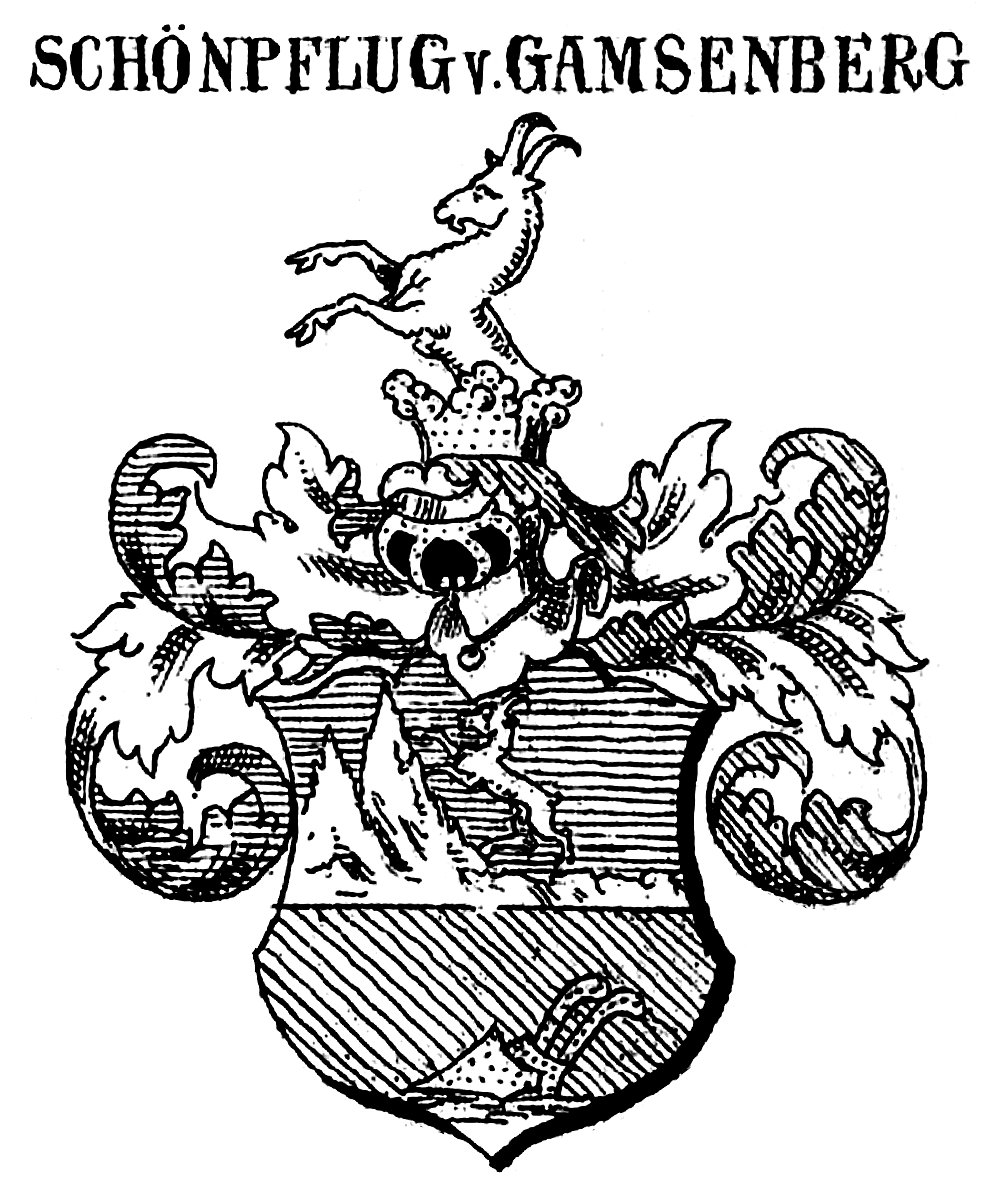
Wappen der Schönpflug von Gamsenberg (1743) in Siebmachers Wappenbuch

Schönpflug von Gamsenberg war der Name eines böhmischen briefadligen Geschlechts.

## Geschichte
Ferdinand Ignaz Schönpflug, seit 1690 Primator in Eule und später Rat auf der Prager Kleinseite erhielt am 10. März 1722 von Kaiser Karl VI. den Adelsstand und das Prädikat „von Gamsenberg“. Von seinen Söhnen erhob Kaiserin Maria Theresia am 15. Juni 1743 in Wien Anton Karl Schönpflug von Gamsenberg, Rat des Oberstburggrafenamtes in den Ritterstand. In der zweiten Hälfte des 18. Jahrhunderts erwarb der k. k. Gubernialrat und Kreishauptmann Lorenz Schönpflug Ritter von Gamsenberg das Gut Klatrub und war zudem Herr auf Stiechowitz im Prachiner Kreis. Durch die Heirat mit Caroline von Gube erhielt Anton Karl Schönpflug Ritter von Gamsenberg als Mitgift das Gut Stahletz. 1760 verkaufte es Caroline von Gamsenberg an ihren Sohn Adalbert Schönpflug Ritter von Gamsenberg, welcher mit Anna Maria, Tochter des kaiserlichen Rates Johann Franz von Heßler verheiratet war. Deren Sohn Kajetan Schönpflug Ritter von Gamsenberg (* 24. Oktober 1759 in Prag; † 1830), Zögling an der Wiener-Neustädter Militär-Akademie 1784 Fähnrich und 1789 Oberstleutnant, wurde in den Freiherrenstand erhoben. Seine Witwe war Anna Schönpflug Freiin von Gamsenberg, geb. Mandlik. Dessen Bruder Karl Ritter von Gamsenberg erbte 1792 von seiner Tante Anna Regina von Heßler das Gut Welchau.

## Besitzungen (Auswahl)
- Klatrub
- Stiechowitz
- Stahletz
- Welchau

## Wappen
- Blasonierung des Wappens von 1722: Schräglinks geteilt. Rechts in Blau ein Fels mit einer schwarzen Gämse, links in Grün ein goldener Pflug. Auf dem grün-golden-blau-silbern bewulsteten Helm mit grün-goldenen und blau-silbernen Decken ein offener links gold-grün, rechts blau-silbern schräggeteilter Flug.
- Blasonierung des Wappens von 1743: Geteilt. Oben in Blau klimmt eine Gämse ein aus der Teilungslinie wachsendes Gebirge nach rechts hinan; unten in Grün auf natürlichem Boden ein rechtsgekehrter Pflug. Auf dem gekrönten Helm mit blau-silbernen und grün-goldenen Decken die Gämse wachsend.